# Воля-Свийчевская
Воля-Свийчевская (укр. Воля-Свійчівська) — село в Овадновской сельской общине Владимирского района Волынской области Украины.
Население по переписи 2001 года составляет 117 человек. Почтовый индекс — 44723. Телефонный код — 3342. Занимает площадь 0,573 км².

## История
В 1946 году указом ПВС УССР село Вулька-Свийчевская переименовано в Волю-Свийчевскую.